# Premios AMAS
Los "Premios AMAS" (un acrónimo para Anuario de la Música de Asturias) son los premios oficiales a la música asturiana, llevado a cabo cada año desde 2005. Muchos músicos y bandas en general han sido premiados, como por ejemplo WarCry, Avalanch o Crudo. Otros artistas como El sueño de Morfeo, Melendi entre otros, han recibido el "Amas de honor".
Un antecesor de los premios AMAS fueron los premios Superventolín, que también se entregaban anualmente a los mejores músicos de Asturias.

## Bases y reglamento
Estas son las diferentes categorías de los Premios AMAS y las normas que se tienes que cumplir para poder estar nominado en ellas: 
Grupo revelación
Grupo con obra editada entre el 1 de enero y el 31 de diciembre.
Mejor bajista
Por su carrera profesional.
Mejor banda sonora de Cortometraje Asturiano
Mejor banda sonora de Cortometraje Asturiano entre el 1 de enero y el 31 de diciembre.
Mejor batería
Por su carrera profesional.
Mejor canción folk
Canción de género folk editada entre el 1 de enero y el 31 de diciembre.
Mejor canción otras escenas
Canción de otras escenas editada entre el 1 de enero y el 31 de diciembre.
Mejor canción rock
Canción de género rock editada entre el 1 de enero y el 31 de diciembre.
Mejor canción rock-pop
Canción de género rock-pop editada entre el 1 de enero y el 31 de diciembre.
Mejor cantante
Por su carrera profesional.
Mejor compositor
Por su carrera profesional.
Mejor directo
Por el concierto o gira entre el 1 de enero y el 31 de diciembre.
Mejor disco folk
Disco de género folk editado entre el 1 de enero y el 31 de diciembre.
Mejor disco hip hop
Disco de género hip-hop editado entre el 1 de enero y el 31 de diciembre.
Mejor disco otras escenas
Disco de otras escenas editado entre el 1 de enero y el 31 de diciembre.
Mejor disco rock
Disco de género rock editado entre el 1 de enero y el 31 de diciembre.
Mejor disco rock-pop
Disco de género rock-pop editado entre el 1 de enero y el 31 de diciembre.
Mejor gaitero (nuevos valores)
Por su carrera profesional.
Mejor guitarrista
Por su carrera profesional.
Mejor intérprete (otros instrumentos)
Por su carrera profesional.
Mejor letrista
Por su carrera profesional.
Mejor portada
Portada de disco editado entre el 1 de enero y el 31 de diciembre.
Mejor productor
Por su carrera profesional.
Mejor teclista
Por su carrera profesional.
Mejor vídeoclip
Videoclip editado entre el 1 de enero y el 31 de diciembre.